# Super Bowl XVII
O Super Bowl XVII foi a partida que decidiu a temporada de 1982 da NFL, realizada no Rose Bowl, em Pasadena, Califórnia, no dia 30 de janeiro de 1983. Na decisão, o Washington Redskins, representante da NFC, bateu o Miami Dolphins, representante da AFC, por 27 a 17, garantindo o primeiro Super Bowl na história da franquia. O MVP da partida foi o running back do time vencedor, John Riggins.
O Super Bowl encerrou uma temporada encurtada por causa de uma greve de jogadores. Os times acabaram jogando apenas nove partidas e a liga conduziu um torneio especial de playoffs com dezesseis times e quatro rodadas, onde as divisões foram ignoradas na classificação. Os Redskins tiveram a melhor campanha da NFC  vencendo oito jogos e perdendo apenas um, enquanto os Dolphins tiveram sete vitórias e duas derrotas. Ambos os times avançaram através das três primeiras rodadas da pós temporada até a grande final. O jogo acabou sendo uma repetição do Super Bowl VII, que também havia sido disputado na área de Los Angeles mas no Los Angeles Memorial Coliseum dez anos antes, onde os Dolphins completaram sua temporada perfeita (17–0) ao derrotar o Redskins na final por 14 a 7. Esta foi a segunda edição de um Super Bowl que foi uma repetição de uma anterior, com a primeira sendo Super Bowl XIII.
Miami abriu uma vantagem de 17 a 10 no intervalo com um touchdown de recepção de 76 jardas de Jimmy Cefalo e um touchdown de retorno de kickoff de 98 jardas por Fulton Walker. Os Redskins responderam com 17 pontos seguidos no segundo tempo e estabeleceu um então recorde do Super Bowl com 276 jardas terrestres enquanto detinha o Dolphins a apenas 47 jogadas ofensivas para um total de 176 jardas, sendo que 76 delas numa única jogada. O ponto de virada da partida aconteceu com dez minutos restando: perdendo por 17 a 13, e enfrentando uma situação de quarta decida para apenas uma jarda na linha de 43 jardas dos Dolphins, o running back John Riggins (de Washington) passou pelas defesas de Miami e correu para a end zone para um touchdown para tomar a liderança. O wide receiver Charlie Brown então marcou mais um touchdown de 6 jardas.
Riggins foi nomeado como o MVP do Super Bowl, terminando a partida com dois recordes das finais: mais jardas terrestres (166) e maior número de corridas (38) em um Super Bowl. Ele foi o primeiro jogador de um time da NFC a correr para mais de 100 jardas num Super Bowl. Riggins também teve uma recepção de 15 jardas, dando a ele um total de 181 jardas de scrimmage, mais do que todo o ataque de Miami.

## Pontuações
1º Quarto
- MIA - TD: Jimmy Cefalo, passe de 76 jardas de David Woodley (ponto extra: chute de Uwe von Schamann) 7-0 MIA

2º Quarto
- WAS - FG: Mark Moseley, 31 jardas 7-3 MIA
- MIA - FG: Uwe von Schamann, 20 jardas 10-3 MIA
- WAS - TD: Alvin Garrett, passe de 4 jardas de Joe Theismann (ponto extra: chute de Mark Moseley) 10-10 empate
- MIA - TD: Fulton Walker, retorno de kickoff de 98 jardas (ponto extra: chute de Uwe von Schamann) 17-10 MIA

3º Quarto
- WAS - FG: Mark Moseley, 20 jardas 17-13 MIA

4º Quarto
- WAS - TD: John Riggins, corrida de 43 jardas (ponto extra: chute de Mark Moseley) 20-17 WAS
- WAS - TD: Charlie Brown, passe de 6 jardas de Joe Theismann (ponto extra: chute de Mark Moseley) 27-17 WAS